# Montolivet
Montolivet ist eine französische Gemeinde im Département Seine-et-Marne in der Île-de-France.
Die Einwohner werden Montolivetains genannt.

## Geographie
Umgeben ist Montolivet von den Gemeinden Verdelot im Nordwesten, Montdauphin im Norden, Dhuys et Morin-en-Brie mit La Celle-sous-Montmirail im Nordosten, Montenils im Osten, Le Vézier im Süden, Meilleray im Südwesten und Saint-Barthélemy im Westen.

## Bevölkerungsentwicklung
| Jahr      | 1962 | 1968 | 1975 | 1982 | 1990 | 1999 | 2008 | 2014 |
| --------- | ---- | ---- | ---- | ---- | ---- | ---- | ---- | ---- |
| Einwohner | 270  | 263  | 249  | 229  | 168  | 203  | 248  | 247  |

## Sehenswürdigkeiten

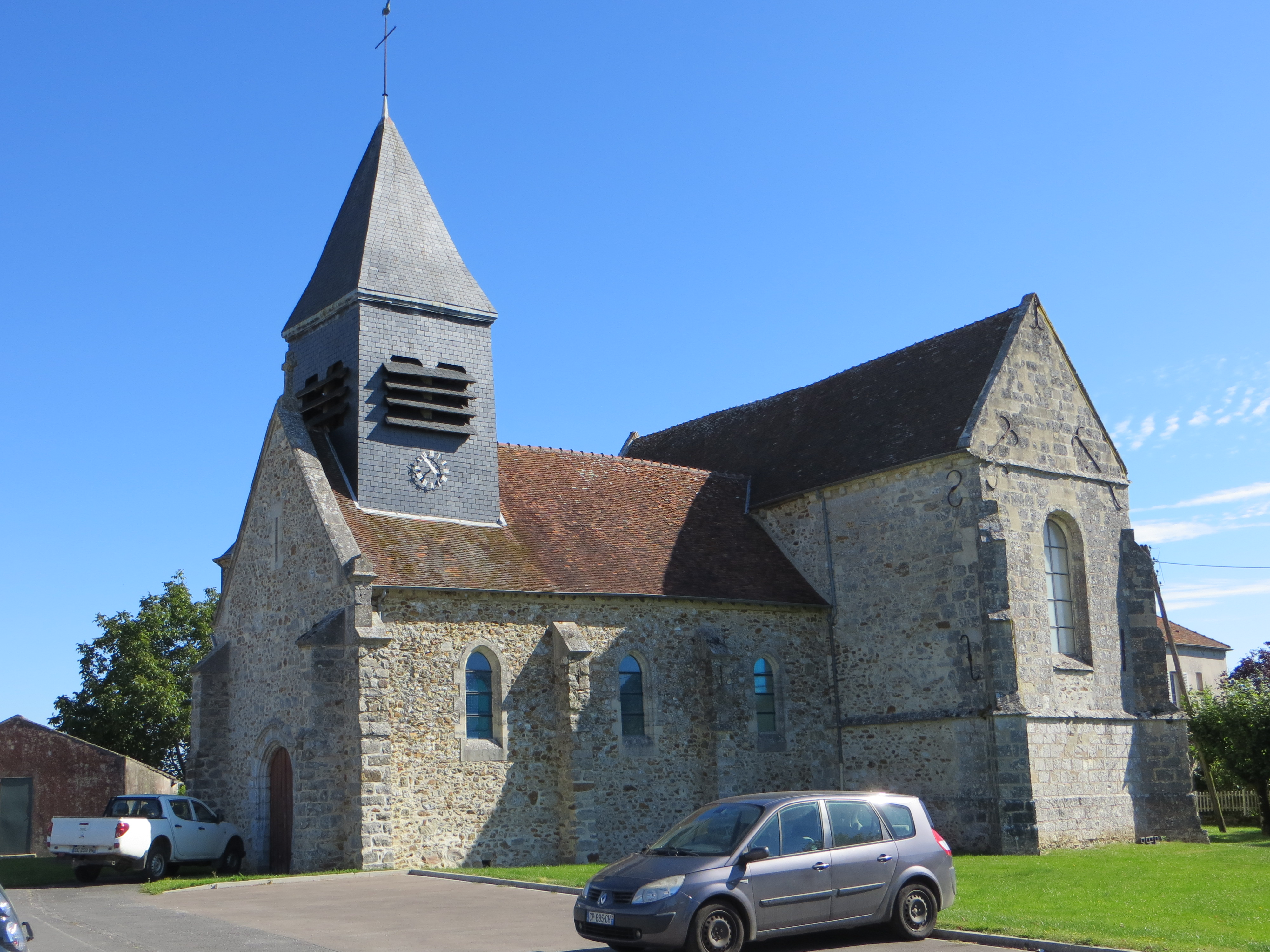
Kirche Saint-Ferréol

- Kirche Saint-Ferréol